# Artemidoros (Indien)

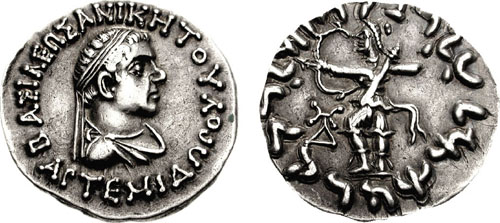
Münze des Artemidoros, auf der Rückseite befindet sich ein Bild der Artemis

Artemidoros Aniketos war ein indo-skythischer oder indo-griechischer König, der um 100 bis 85 v. Chr. regierte.
Artemidoros ist so gut wie nur von seinen Münzen bekannt, die in Gandhara und Taxila geprägt wurden, was seinem ungefähren Herrschaftsbereich entsprochen haben wird.
Auf einigen seiner Münzen bezeichnet er sich als Sohn des Maues. Maues (ca. 120–85 v. Chr.) war ein indo-skythischer Herrscher. Die Interpretation dieses Beleges ist schwierig. Diese Filiation kann bedeuten, dass die Indo-Skythen auch griechische Namen benutzten, es kann aber auch heißen, dass Artemidoros ein Indo-Grieche war, der mit dieser Filiation seine Loyalität zu den Indo-Skythen beteuern wollte. Der Stil seiner Münzen mit dem Porträt des Herrschers entspricht allerdings eher griechischen Standards, womit Artemidoros wohl eher ein griechischer Vasall des Maues war, mag aber wiederum einfach andeuten, dass er noch in voll griechischer Tradition arbeitende Prägestätten benutzte.